# Leiophron juniperoides
Leiophron juniperoides är en stekelart som först beskrevs av Loan 1974.  Leiophron juniperoides ingår i släktet Leiophron och familjen bracksteklar. Inga underarter finns listade i Catalogue of Life.